# Quân luật
Quân luật là một loại luật pháp sử dụng trong quân đội mà bất cứ quốc gia nào có lực lượng quân sự bảo vệ đều phải có.
Bộ luật này tương đối đơn giản hơn so với luật dân sự; nhưng nó rất nguyên tắc và khép kín, đòi hỏi con người phải thực thi một cách hết sức cứng nhắc, khung hình phạt rất nặng.
Bộ luật được bảo vệ bởi tòa án binh và xem như một phần của luật pháp quốc gia, nhưng chỉ áp dụng trong lực lượng quân sự. 

## Mục đích
Các luật này được thiết kế để phục vụ các mục đích:
- biện pháp hòng duy trì sự ổn định quân đội
- thực hiện nguyên tắc kiểm soát an ninh quân đội
- giữ  cho lực lượng nguy hiểm này không xâm phạm lẫn nhau và xâm phạm trật tự xã hội
- cách ly khỏi xã hội và bảo đảm tính nghiêm minh trong quân ngũ, răn đe quân nhân theo một đường lối cứng nhắc, khắt khe tạo nên kỷ luật quân đội.

## Áp dụng
Quân luật được áp dụng chủ yếu trong quân đội.
Trong tình trạng khẩn cấp, người ta dùng nó như một bộ luật dân sự hòng dập tắt nổi loạn hoặc ổn định nhanh chóng các mâu thuẫn, xung đột gay gắt trong xã hội. Tuy nhiên, do tính chất khắt khe và cứng nhắc, bộ luật này dùng trong xã hội có thể như một con dao hai lưỡi, không những không thể ổn định mà còn gây xung đột, bất mãn trong dân, gây trì trệ kinh tế và khả năng nổi loạn kéo dài.
Ngoài ra, khi tầng lớp quân nhân bất mãn chế độ và tự nổi loạn chống chính phủ, quân luật có thể được áp dụng ngay khi tiến hành đảo chính. Đây là hình thức gây áp lực buộc chính phủ nhanh chóng đầu hàng, đồng thời đe dọa các tầng lớp phản kháng và trói buộc nhân dân theo khuôn khổ mới trong thời loạn, tạo tiền đề dễ dàng hơn cho việc xây dựng và duy trì một chế độ mới sau xung đột.